# Marquise-Thérèse de Gorle

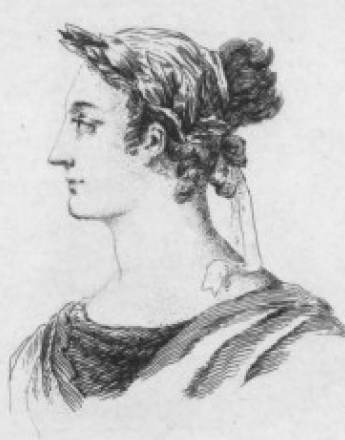
Marquise-Thérèse de Gorle

Marquise-Thérèse de Gorle, besser bekannt als Mademoiselle Du Parc (* 1633 in Paris; † 11. Dezember 1668 ebenda) war eine französische Schauspielerin.

## Leben
Sie war Tochter des offenbar italienischstämmigen Giacomo de Gorle, begann ihre Laufbahn als Schauspielerin und Tänzerin in einer kleinen Wandertruppe in der Provinz und stieß dann zu der größeren und bekannteren Wandertruppe Molières, als diese in Lyon gastierte. 1653 verheiratete sie sich mit einem Schauspieler der Truppe, René Berthelot, Monsieur Du Parc, besser bekannt als Gros-René, der auf Dienerrollen spezialisiert war.
Mademoiselle du Parc, wie sie nun genannt wurde, war sichtlich eine attraktive Frau. So wurde sie z. B., als die Truppe im Frühjahr 1658 in Rouen gastierte, von dem 52-jährigen, schon berühmten Tragödienautor Pierre Corneille und seinem jüngeren Bruder Thomas mit Gedichten angehimmelt.
Nachdem die Truppe Molières sich Ende 1658 in Paris niedergelassen hatte, schafften es die Corneilles, das Ehepaar Du Parc für ihre Hausbühne abzuwerben, das Pariser Théâtre du Marais, doch kehrten die beiden schon 1660 zu Molière zurück. Hier glänzte die Du Parc nun nicht zuletzt in den Balletteinlagen, mit denen Molière seine Stücke zu garnieren begann.
Spätestens 1665 (ihr Mann war 1664 gestorben) liierte sie sich mit dem jungen Tragödienautor Jean Racine, dem Molière 1664 und 65 seine beiden ersten Stücke (La Thébaide und Alexandre) abgenommen und aufgeführt hatte. Als Racine Ende 1665 mit Molière brach und sich der konkurrierenden Truppe des Hôtel de Bourgogne zuwendete, folgte sie ihrem Geliebten dorthin. Mit ihrer eindrucksvollen Darstellung der Titelheldin Andromaque war sie nicht unbeteiligt an dem Erfolg des gleichnamigen Stückes, mit dem er im Winter 1667/68 seinen Durchbruch erzielte.
Ihr plötzlicher Tod unter nicht ganz geklärten Umständen (vermutlich als Folge eines Abtreibungsversuches) gab Anlass zu Spekulationen. Insbesondere wurde Racine verdächtigt, sie vergiftet zu haben.
1997 wurde ihr Leben von Véra Belmont unter dem Titel Marquise verfilmt.